# 王東順
王 東順（おう とうじゅん、中国語拼音: Wáng Dōngshùn、1946年（昭和21年）11月30日 - ）は、日本のテレビプロデューサー、実業家。
フジテレビにてプロデューサーを務めた後、イーピー放送（現・SCサテライト放送）編成局長、ドリームワン代表取締役社長、東京テレビランド非常勤取締役を歴任した。
通称ワンちゃん。東京都出身。

## 来歴・人物
1964年、高校卒業後、フジテレビに入社。働きながら中央大学商学部（夜学）に通い卒業。1969年に当初の人事部から制作部に異動し、『ゴールデン歌謡速報』や『リブ・ヤング!』のADをやり、1975年には29歳で『クイズ・ドレミファドン!』のプロデューサーとなった。この番組は日曜昼の放送であったが、常に視聴率20%を突破してフジの不毛地帯を開拓し、20代の若手プロデューサーとして脚光を浴びた。
1981年10月からスタートする『なるほど!ザ・ワールド』のプロデューサーに、日枝久編成局長のめがねにかなって起用される。王はスポンサーの旭化成に挨拶に行くと、担当の弓倉礼一常務（のち社長）から「外野はゴチャゴチャ意見を言いません。すべて君にお任せします」と言われ、初対面の弓倉の人物の大きさに触れて感動し、この一言で俄然やる気になったという。期待された番組視聴率は、10月6日の第1回「アメリカ大陸横断」が9.9%、第2回の「アメリカの大金持ち」が14.8%、第3回「沖縄編」が10.6%という結果だった。こののち、12月15日の第9回「ネパール」（益田由美アナ初登場）では、待望の20%の大台にのった。その後着実に20%台を確保し、翌年春には25%を超えた。最高は1983年末の36.4%。
横澤彪や石田弘らと共にフジテレビの看板プロデューサーとして名を馳せ、フジテレビのモバイルサイトの立ち上げにも携わる。
2001年に退社し、イーピー放送（現・SCサテライト放送）編成局長を務めた。2003年にはドリームワンを設立したが、2017年1月20日、同社はジャック・インベストメントへ吸収合併された。その後、王はジャック・インベストメントドリームワン企画制作事業本部の責任者を務めた。

## 手がけた番組
- スター千一夜（ディレクター）
- ゴールデン歌謡速報（演出）
- クイズ!家族ドレミファ大賞（演出）
- クイズ・ドレミファドン!（プロデューサー・ディレクター）
- なるほど!ザ・ワールド（プロデューサー、『スター千一夜』に続いて旭化成がグループ単位で単独提供）
  - クイズウルトラドボン（前身。プロ野球中継の雨傘番組として放送。司会：みのもんた・酒井ゆきえ）
  - スーパージャンボクイズ'80（プロデューサー、1980年に『火曜ワイドスペシャル』で放送）
  - FNS番組対抗!なるほど!ザ・春秋の祭典スペシャル（プロデューサー）
- クイズ地球どんぶり!（プロデューサー）
- 七人のHOTめだま（プロデューサー）
- クイズ!年の差なんて（プロデューサー）
- クイズ&ゲーム太郎と花子（プロデューサー）
- 3時ヨこい!（チーフプロデューサー）
- ゴールデンタイム（プロデューサー）
- まけたらアカン!（ゼネラルプロデューサー）
- オールスター紅白大運動会（2回目から）
- オールスター雪の祭典（プロデューサー）
- 平成教育テレビ（総合プロデューサー）
- FNS1億2700万人の27時間テレビ夢列島（1998年・1999年スーパーバイザー → 2000年統括ゼネラルプロデューサー）
  - SMAP×SMAP'10 新春スペシャル（ドミノプロデューサー）
- 新春かくし芸大会（ディレクター → プロデューサー → ゼネラルプロデューサー）
- 出たMONO勝負（プロデューサー）
- ワールドカウントダウンスーパースペシャル 24時間まるごとライブ LOVE LOVE2000〜世界中のこどもたちへ僕らが愛でできること（ゼネラルプロデューサー）
- 火・曜・特・番!! 今夜開幕!プロ野球12球団激突!歌って踊る日本シリーズ（ゼネラルプロデューサー）
- FNSオールスターズ27時間笑いの夢列島（スーパーバイザー）
- 鶴瓶漂流記（監修）
- 千原・ジャリバカTV（監修）
- アナドレナリン

ほか多数

## イベント
- コミュニケーションカーニバル 夢工場'87（1987年、フジテレビ）
- お台場BANG×PARK（1999年、フジテレビ）

## 王班のスタッフ
フジテレビに限らず、テレビ局の制作スタッフは、いくつかの班に分かれて番組を制作する。
かつての上司だった横澤彪率いる「横澤班」（「笑っていいとも!」「オレたちひょうきん族」など）と、かつての先輩だった石田弘率いる「石田班」（とんねるず関連番組など）と、後輩だった疋田拓率いる「疋田班」（「夜のヒットスタジオ」など）とは、一線を画していた。
王は横澤や石田が多用する下ネタ、楽屋落ち、低俗などの手法はあまり用いず、家族で安心して見られる番組作りをモットーとしていた。ワイドショー番組「3時ヨこい!」ではゲーム形式のコーナーも打ち出した。
横澤班や王班が担当していた番組の収録中には、石田がおニャン子クラブやその派生ユニットおよびメンバーのソロ活動の楽曲のランキングの扱いから敬遠していた『ザ・ベストテン』（TBSテレビ）に対して追っかけ中継の立ち入りを許可する等、同番組に友好的な対応を取っていた。
※右記は近況の肩書
井上信悟
ポニーキャニオン取締役副社長。夜のヒットスタジオを中心とする「疋田班」に属していた。
加茂裕治
東京フィルム・メート代表取締役社長。後に三宅恵介率いる「三宅班」に移り、ごきげんようのプロデューサーの他、三宅が演出を手掛けている明石家さんまの全ての番組のプロデューサーを務めた。
坪田譲治
番組審議室担当局長。
水口昌彦
WOWOW取締役。
神原孝
FCC制作室企画開発部長。王退職後は港浩一の下で経験を積む。「クイズ!ヘキサゴン」の演出・プロデューサー、爆笑レッドカーペットの制作等を担当した。

## 著書
- 王東順、品川裕香『視聴率の怪物王東順の企画の王道』カンゼン、2002年12月。ISBN 978-4901782081。